# Odontophora variabilis
Odontophora variabilis är en rundmaskart som beskrevs av Christian Wieser och Stephen Donald Hopper 1967. Odontophora variabilis ingår i släktet Odontophora och familjen Axonolaimidae. Inga underarter finns listade i Catalogue of Life.